# ژانر موسیقی

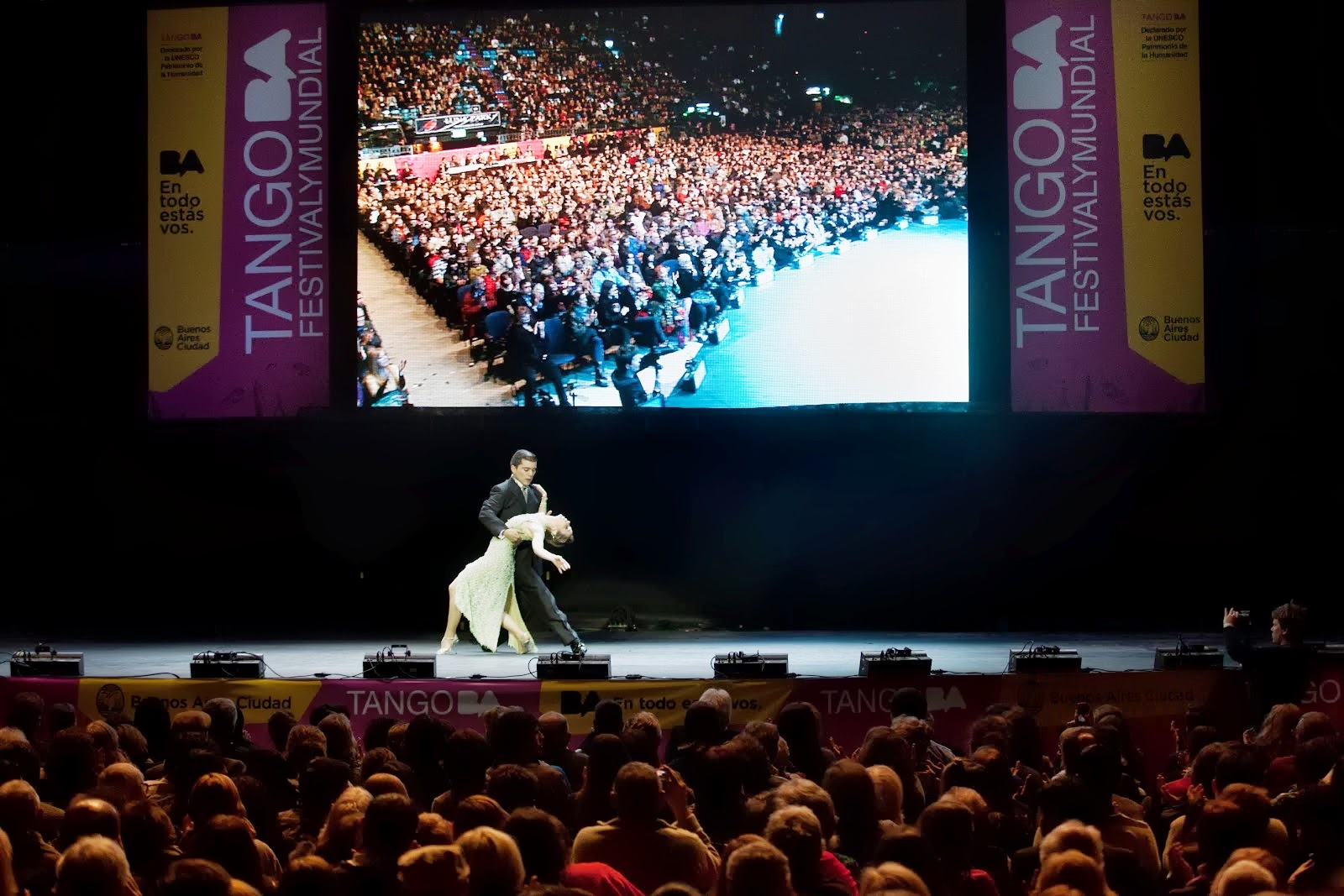
جشنواره جهانی تانگو در بوئنوس آیرس، آرژانتین

ژانر موسیقی یک مقوله یا نامی قراردادی است که برای توصیف صفات قطعه‌هایی از موسیقی که متعلق به رسوم مشترک هستند یا دسته‌ای از قراردادهاست، به کار می‌رود. اگرچه گاهی فرم موسیقی یا سبک موسیقی به‌جای ژانر به کار می‌رود، اما باید این دو واژه را متمایز شمرد.
موسیقی را می‌توان به شیوه‌های گوناگونی به ژانرها از جمله موسیقی عامه‌پسند یا موسیقی سکولار تقسیم کرد. ماهیت هنری موسیقی به این معنی است که این طبقه‌بندی‌ها اغلب ذهنی و بحث‌برانگیز هستند و ممکن است برخی از ژانرها با هم همپوشانی داشته باشند.

## برای مطالعهٔ بیشتر
- Holt, Fabian (2007). Genre in Popular Music. Chicago: انتشارات دانشگاه شیکاگو.
- Negus, Keith (1999). Music Genres and Corporate Cultures. New York: روتلج. ISBN 978-0-415-17399-5.
- Starr, Larry; Waterman, Christopher Alan (2010). American popular music from minstrelsy to MP3. Oxford University Press. ISBN 978-0-19-539630-0.